# Owosso
Owosso ist eine Stadt im Shiawassee County im US-Bundesstaat Michigan. Mit etwa 15.000 Einwohnern ist der Ort zwischen Lansing und Flint der einzige im County, der mehr als 10.000 Einwohner zählt. 
Owosso, das gut 100 km nordwestlich von Detroit liegt, ist der Sitz des LKW-Herstellers Reliance.
In der First Congregational Church befindet sich das Glasfenster Die Geburt von Bernhard Plockhorst.

## Persönlichkeiten
- John J. Bagley (1832–1881), Politiker
- Alvin Morell Bentley (1918–1969), Politiker
- James Oliver Curwood (1878–1927), Schriftsteller
- Adolph Alphonse Caille (1863–1937), Erfinder
- Auguste Arthur Caille (1867–1917), Erfinder
- Richard Cain (1931–1973), Polizist
- Thomas E. Dewey (1902–1971), Politiker
- Frederick Carl Frieseke (1874–1939), Maler
- Alfred Day Hershey (1908–1997), Biologe
- Robert Lyons (* 1974), Schauspieler
- Frederic Pryor (1933–2019), Wirtschaftswissenschaftler
- Mel Schacher (* 1951), Bassist
- Felix Schlag (1891–1974), Designer
- John Tomac (* 1967), Radsportler
- Donald A. Tomalia (* 1938), Chemiker